# Ri (kana)
り in hiragana o リ in katakana è un kana giapponese e rappresenta una mora. La sua pronuncia è [ɺ̠i] . Esso deriva dal kanji 利.
| Forme                     | Rōmaji              | Hiragana             | Katakana             |
| ------------------------- | ------------------- | -------------------- | -------------------- |
| Normale r- (ら行 ra-gyō)  | ri                  | り                   | リ                   |
| Normale r- (ら行 ra-gyō)  | rii rī              | りい, りぃ りー      | リイ, リィ リー      |
| yōon ry- (りゃ行 rya-gyō) | rya                 | りゃ                 | リャ                 |
| yōon ry- (りゃ行 rya-gyō) | ryaa ryā, ryah      | りゃあ りゃー        | リャア リャー        |
| yōon ry- (りゃ行 rya-gyō) | ryu                 | りゅ                 | リュ                 |
| yōon ry- (りゃ行 rya-gyō) | ryuu ryū            | りゅう りゅー        | リュウ リュー        |
| yōon ry- (りゃ行 rya-gyō) | ryo                 | りょ                 | リョ                 |
| yōon ry- (りゃ行 rya-gyō) | ryou ryoo ryō, ryoh | りょう りょお りょー | リョウ リョオ リョー |

| \| (rya) \| (りゃ) \| (リャ) \| \| (ryi) \| (りぃ) \| (リィ) \| \| (ryu) \| (りゅ) \| (リュ) \| \| rye \| りぇ \| リェ \| \| (ryo) \| (りょ) \| (リョ) \| |        |        |
| (rya) | (りゃ) | (リャ) |
| (ryi) | (りぃ) | (リィ) |
| (ryu) | (りゅ) | (リュ) |
| rye | りぇ   | リェ   |
| (ryo) | (りょ) | (リョ) |

Braille:
| ●－ ●● －－ |

## Scrittura

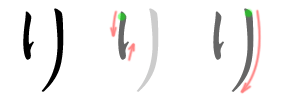
Stile di scrittura di り

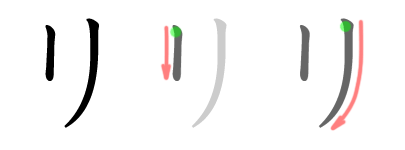
Stile di scrittura di り